# Mayed Al-Mutairi
Mayed Al-Mutairi es un deportista kuwaití que compitió en atletismo adaptado. Ganó una medalla de bronce en los Juegos Paralímpicos de Sídney 2000 en la prueba de lanzamiento de peso (clase F58).

## Palmarés internacional
| Juegos Paralímpicos | Juegos Paralímpicos | Juegos Paralímpicos | Juegos Paralímpicos |
| Año                 | Lugar               | Medalla             | Prueba              |
| ------------------- | ------------------- | ------------------- | ------------------- |
| 2000                | Sídney (Australia)  | Medalla de bronce   | Peso F58            |